# Edgar D. Bush
Edgar D. Bush (* 3. Februar 1873 im Washington County, Indiana; † 21. Juli 1949 in New Albany, Indiana) war ein US-amerikanischer Politiker. Zwischen 1917 und 1921 sowie nochmals von 1929 bis 1933 war er Vizegouverneur des Bundesstaates Indiana.

## Werdegang
Edgar Bush lebte zumindest zeitweise in Salem und war Mitglied der Republikanischen Partei. 1916 wurde er an der Seite von James P. Goodrich erstmals zum Vizegouverneur von Indiana gewählt. Dieses Amt bekleidete er zwischen dem 8. Januar 1917 und dem 10. Januar 1921. Dabei war er Stellvertreter des Gouverneurs und Vorsitzender des Staatssenats. Während des Ersten Weltkrieges war er Mitinitiator eines Gesetzes, das den Unterricht der Deutschen Sprache in Indiana untersagte und unter Strafe stellte.
Zwischen dem 14. Januar 1929 und dem 9. Januar 1933 übte Edgar Bush erneut das Amt des Vizegouverneurs von Indiana aus. Diesmal fungierte er als Stellvertreter von Gouverneur Harry Leslie. Im Jahr 1936 war er Ersatzdelegierter zur Republican National Convention. Danach verliert sich seine Spur wieder.